# Поліхно (округ Лученец)
Поліхно (словац. Polichno) — село, громада округу Лученець, Банськобистрицький край, центральна Словаччина, регіон Новоград. Кадастрова площа громади — 11,07 км². Протікає потік Машкова.
Населення 133 особи (станом на 31 грудня 2017 року).

## Історія
Поліхно згадується в 1467 році.

## Населення
| Рік:            | 1994. | 2004.    | 2014.   | 2024.    |
| --------------- | ----- | -------- | ------- | -------- |
| Кількість осіб: | 123   | 149      | 140     | 124      |
| Різниця:        |       | +21,13 % | -6,04 % | -11,42 % |

| Рік:            | 2023. | 2024. |
| --------------- | ----- | ----- |
| Кількість осіб: | 124   | 124   |
| Різниця:        |       | +0 %  |